# Inkryminacja
Inkryminacja – słowo pochodzące od łacińskiego incriminare, a także od francuskiego incrimination, gdzie słowo to ma szersze znaczenie. Inkryminacja oznacza zarzut, oskarżenie, pomówienie, obwinienie lub posądzenie.
Są z nim związane słowa inkryminować, inkryminacyjny. W tym przypadku zostały zastosowane w języku polskim środki reprodukcji słownictwa i adaptacji elementów innoodmianowych, pochodzących z języka obcego.
W języku angielskim istnieje bardzo ważny termin prawniczy self-incrimination (prawo Zjednoczonego Królestwa Wielkiej Brytanii), oznaczający postawienie samemu sobie zarzutów i bezpośrednio wiąże się z wprowadzeniem prawa do zachowania milczenia chroniącego przed taką ewentualnością. W prawie amerykańskim kwestia ta jest uregulowana poprzez piątą poprawkę do konstytucji.
- The Privilege Against Self-Incrimination. Its Origins and Development. law.uchicago.edu. [zarchiwizowane z tego adresu (2008-01-03)]. R. H. Helmholz, Charles M. Gray, Albert W. Alschuler.